# Wierzchowiska (województwo wielkopolskie)
Wierzchowiska – osada w Polsce położona w województwie wielkopolskim, w powiecie gnieźnieńskim, w gminie Witkowo.
W latach 1975–1998 miejscowość należała administracyjnie do województwa konińskiego.